# Stefan Heid
Pour les articles homonymes, voir Heid.
Stefan Heid, né le 28 décembre 1961 à Bad Homburg vor der Höhe, est un prêtre catholique allemand, historien de l'église et archéologue chrétien. Depuis 2011, il est directeur de l'Institut romain de la Société Görres (de) (RIGG). En outre, il dirige l'Institut pontifical d'archéologie chrétienne (PIAC) en tant que recteur universitaire depuis 2020.

## Biographie
Après avoir obtenu son diplôme de la branche de langue classique du lycée Impératrice-Frédéric de Bad Homburg, Stefan Heid étudie la théologie catholique, l'archéologie chrétienne et la philologie classique (grec) à l'Université rhénane Frédéric-Guillaume de Bonn. En 1991, il y obtient son doctorat sous la direction d'Ernst Dassmann (de) avec le thèse Chiliasmus et Antichrist Mythos. Eine frühchristliche Kontroverse um das Heilige Land. De 1993 à 1994, il travaille comme diacre à l'église Sainte-Marie de Neuss (de). Le 10 juin 1994, il est ordonné prêtre pour l'archidiocèse de Cologne. Il travaille ensuite comme aumônier dans la paroisse de Saint-Servais (de) à Siegburg jusqu'en 1996 et est ensuite libéré pour son travail universitaire. De 1999 à 2006, en plus de ses activités à Rome, il est subsidiaire à la basilique Saint-Quirin de Neuss dans son diocèse d'origine.
En 2000, Heid obtient son habilitation à la Faculté catholique de théologie de l'Université de Bonn avec l'œuvre Kreuz-Jérusalem-Kosmos. Aspekte frühchristlicher Staurologie. Il obtient ensuite la licence d'enseignement de l'histoire de l'Église ancienne, de la patrologie et de l'archéologie chrétienne.
Depuis juin 2001, il est professeur d'histoire liturgique et d'hagiographie à l'Institut pontifical d'archéologie chrétienne de Rome. De 2006 à 2012, il est vice-recteur du collège des prêtres allemands du Cimetière teutonique à Rome, où il est boursier depuis 1996 (avec une interruption de 2000 à 2001). Depuis le 8 décembre 1997, il est membre de l'Archiconfrérie Notre-Dame des Douleurs au cimetière des Allemands et des Flamands. En outre, depuis 2005, il est chargé de cours à la faculté de théologie de l'Université dominicaine « Angelicum » à Rome. Le pape Benoît XVI nomme Stefan Heid le 29 décembre 2009 aumônier de Sa Sainteté. En 2011, il succède à Erwin Gatz au poste de directeur de l'Institut romain de la Société Görres (de) basé au cimetière teutonique ; à ce titre, il est également responsable de la Römische Quartalschrift (de) et de ses volumes supplémentaires. Du semestre d'hiver 2011/2012 au semestre d'été 2012, il passe un congé sabbatique au Séminaire Saint-Jean à Brighton, aux États-Unis. Il est membre du KAV Capitolina (de) depuis 2006. De 2016 à 2017, il travaille comme professeur invité à l'Institut patristique Augustinianum. Depuis le 4 février 2020, Heid est recteur de l'Institut pontifical d'archéologie chrétienne pendant trois ans.
Heid est membre du comité de rédaction de la revue Die Neue Ordnung (de) à partir de 1995, est membre du comité de rédaction de la Rivista di Archeologia Cristiana depuis 2001 et est membre du comité consultatif scientifique de la série "Colloquia Theologica" à l'Université d'Opole depuis 2011.
En 2012, Stefan Heid créé la Fondation pour la promotion de l'Institut romain de la Société Görres au Forum de la Fondation de l'Église catholique du diocèse d'Aix-la-Chapelle, qui est passée au Centre de la Fondation de l'archidiocèse de Cologne en 2020.
En 2015, il joue un rôle déterminant dans la fondation de la Bibliothèque romaine Joseph Ratzinger-Benoît XVI.

## Publications
- (de) Chiliasmus und Antichrist-Mythos. Eine frühchristliche Kontroverse um das Heilige Land, Bonn, Borengässer, coll. « Hereditas », 1993 (ISBN 3-923946-21-X)également  Bonn, Universität, Dissertation, 1991
- (de) Zölibat in der frühen Kirche. Die Anfänge einer Enthaltsamkeitspflicht für Kleriker in Ost und West, Paderborn, Schöningh, 1997 (ISBN 3-506-73926-3)plusieurs éditions
- (de) Kreuz – Jerusalem – Kosmos. Aspekte frühchristlicher Staurologie, Münster, Aschendorff, coll. « Jahrbuch für Antike und Christentum (de) » (no 31), 2001 (ISBN 3-402-08116-4)Habilitationsschrift
- (de) « Haltung und Richtung. Grundformen frühchristlichen Betens », Internationale katholische Zeitschrift Communio, vol. 38, no 6,‎ 2009, p. 611–619 (ISSN 1439-6165, lire en ligne [PDF])
- (de) « Gebetshaltung und Ostung in frühchristlicher Zeit », Rivista di Archeologia Cristiana, vol. 82,‎ 2006, p. 347–404 (ISSN 0035-6042, lire en ligne [PDF])
- avec (de) Christian Gnilka (de) et Rainer Riesner (de), Blutzeuge. Tod und Grab des Petrus in Rom, Regensburg, Schnell + Steiner, 2010 (ISBN 978-3-7954-2414-5, lire en ligne), « Jubel am Grab », p. 109–196
- (de) Petrus und Paulus in Rom. Eine interdisziplinäre Debatte (Tagungsband), Freiburg (Breisgau), Herder, 2011 (ISBN 978-3-451-30705-8)
- als Herausgeber mit Martin Dennert: Personenlexikon zur Christlichen Archäologie. Forscher und Persönlichkeiten vom 16. bis 21. Jahrhundert. 2 Bände. Schnell + Steiner, Regensburg 2012,  (ISBN 978-3-7954-2620-0).
- als Herausgeber: Operation am lebenden Objekt. Roms Liturgiereformen von Trient bis zum Vaticanum II. be.bra wissenschaft, Berlin 2014,  (ISBN 978-3-95410-032-3).
- als Herausgeber mit Michael Matheus: Orte der Zuflucht und personeller Netzwerke. Der Campo Santo Teutonico und der Vatikan 1933–1955 (= Römische Quartalschrift für Christliche Altertumskunde und Kirchengeschichte (de). Supplementband 63). Herder, Freiburg (Breisgau) u. a. 2015,  (ISBN 978-3-451-30930-4).
- Wohnen wie in Katakomben. Kleine Museumsgeschichte des Campo Santo Teutonico. Schnell + Steiner, Regensburg 2016,  (ISBN 978-3-7954-3183-9).
- als Herausgeber mit Karl-Joseph Hummel (de): Päpstlichkeit und Patriotismus. Der Campo Santo Teutonico: Ort der Deutschen in Rom zwischen Risorgimento und Erstem Weltkrieg (1870–1918) (= Römische Quartalschrift für Christliche Altertumskunde und Kirchengeschichte. Supplementband 65). Herder, Freiburg (Breisgau) u. a. 2018,  (ISBN 978-3-451-38130-0).
- Altar und Kirche. Prinzipien christlicher Liturgie. Schnell + Steiner, Regensburg 2019,  (ISBN 978-3-7954-3425-0).
- mit Mariano Barbato (Hrsg.): Macht und Mobilisierung. Der politische Aufstieg des Papsttums seit dem Ausgang des 19. Jahrhunderts. Herder, Freiburg i. Br. u. a. 2020,  (ISBN 978-3-451-38573-5).
- Römisches Institut der Görres-Gesellschaft. Tätigkeitsbericht 2011 bis 2022. Schnell & Steiner, Regensburg 2022,  (ISBN 978-3-7954-3788-6).
- mit Markus Schmidt (Hrsg.): Kult des Volkes. Der Volksgedanke in den liturgischen Bewegungen und Reformen. Eine ökumenische Revision. Wissenschaftliche Buchgesellschaft, Darmstadt 2022,  (ISBN 978-3-534-40730-9).